# Claudio Corioni
Claudio Corioni (født 26. december 1982) er en italiensk tidligere professionel cykelrytter.